# Санкт-Петербургское суворовское военное училище

Шеврон Санкт-Петербургского СВУ

Санкт-Петербургское суворовское военное училище (СПб СВУ) — федеральное государственное казённое общеобразовательное учреждение с дополнительными образовательными программами, направленными на проведение военной подготовки детей и подростков, находящееся в ведении Министерства обороны Российской Федерации. Подчинено командующему войсками Ленинградского военного округа.
Расположено в Санкт-Петербурге. Основано в 1955 году. До 1992 года имело наименование Ленинградское суворовское военное училище (ЛнСВУ).

## История

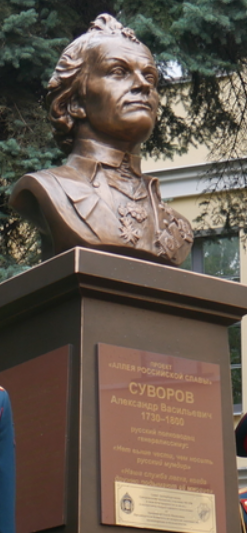
Бюст полководца Александа Суворова, открытый 14 сентября 2022 года в Санкт-Петербургском суворовском военном училище

Ленинградское Суворовское военное училище образовано в 1955 году в соответствии с директивой Главнокомандующего Сухопутными войсками № ОШ 5/3654488 от 28.04.1955 года на базе Ленинградского дважды Краснознамённое пехотного училища имени С. М. Кирова.
Суворовцы совместно с курсантами стали обучаться в Воронцовском дворце, построенном в 1757 году архитектором Б.—Ф. Растрелли. С 1802 по 1918 годы в нём располагался Пажеский корпус — самое привилегированное военно-учебное заведение России, который, в свою очередь, ведет историю от Придворного пансионата, основанного в 1742 году. С 1918 года здание находилось в распоряжении военного ведомства. Там располагались военно-инженерные курсы, пехотная школа.
В 1956 году был произведён первый выпуск суворовцев.
14 декабря 2013 года на территории Суворовского военного училища был открыт памятник выпускникам Суворовских военных училищ и кадетских корпусов скульптора Карэна Саркисова. Композиция воссоздаёт сюжет картины художника Ф. П. Решетникова «Прибыл на каникулы»: маленький военный докладывает деду о прибытии в отпуск. Памятник был установлен по инициативе командующего войсками Западного военного округа генерал-полковника Анатолия Сидорова, который сам окончил Суворовское военное училище, и в ознаменование 70-летия Суворовских военных и Нахимовских военно-морских училищ. На церемонии открытия памятника выступил губернатор Санкт-Петербурга Георгий Полтавченко.
Располагалось по адресу: ул. Садовая, д. 26, в здании Воронцовского дворца.
С 9 ноября 2017 года на постоянной основе располагается на фондах военного городка по адресу: Московский пр., д. 17, на территории, которую до этого занимал Санкт-Петербургский кадетский ракетно-артиллерийский корпус.
В сентябре 2022 года на территории училища установлен бюст Александра Суворова.

## Деятельность
Более 13 тысяч воспитанников выпустило училище за период своего существования, из них 9 выпускников удостоены звания Героя Советского Союза и Героев Российской Федерации. При выполнении воинского долга погибло 86 выпускников Санкт-Петербургского СВУ.
Деятельность Санкт-Петербургского Суворовского военного училища разделяется на несколько этапов:
- I этап (1955—1958) — этап совместного обучения суворовцев и курсантов;
- II этап (1958—1964) — 7-летний период обучения суворовцев,
когда училище стало самостоятельным военно-учебным заведением и получило статус юридического лица;
- III этап (1964—1969) — 3-летний период обучения суворовцев;
- IV этап (1969—1992) — 2-летний период обучения суворовцев;
- V этап (1992—2008) — 3-летний период обучения суворовцев;
- VI этап (2008—н. в.) — переход на 7-летний период обучения суворовцев.

### Начальники училища[5][6]
- 1955—1956 — генерал-майор Добровольский, Фёдор Григорьевич
- 1956—1960 — генерал-майор Лазарев, Константин Аркадьевич
- 1960—1963 — генерал-майор Мироненко, Иван Лукич
- 1963—1970 — генерал-майор Широканов, Александр Георгиевич
- 1970—1977 — генерал-майор Соловьёв, Владимир Георгиевич
- 1977—1986 — генерал-майор Шумаев, Василий Иванович
- 1986—1991 — генерал-майор Константинов, Владимир Викторович
- 1991—2003 — генерал-майор Скоблов, Валерий Николаевич
- 2003—2010 — полковник Боков, Владимир Николаевич
- 2010—2011 — майор запаса Калюжнова, Вероника Геннадьевна, (ВрИО)
- 2011—н. в. — полковник запаса Ермолов, Евгений Михайлович

### Выпускники училища
- Герои Советского Союза и Герои Российской Федерации:
  - Кузнецов Николай Анатольевич (1962—1985), выпускник ЛнСВУ 1979 года — гвардии лейтенант, (Герой Советского Союза, посмертно — указ от 21.10.1985);
  - Синельник Александр Владимирович (1966—1995), выпускник ЛнСВУ 1983 года — гвардии капитан, (Герой Российской Федерации, посмертно — указ от 20.07.1996);
  - Баталов Игорь Адольфович (1967—2004), выпускник ЛнСВУ 1984 года — гвардии капитан, (Герой Российской Федерации — указ от 15.05.1995);
  - Яценко Пётр Карлович (1970—1999), выпускник ЛнСВУ 1987 года — гвардии майор, (Герой Российской Федерации, посмертно — указ от 24.03.2000);
  - Романенко Роман Юрьевич, выпускник ЛнСВУ 1988 года — полковник, (Герой Российской Федерации — указ от 12.04.2010);
  - Боченков Михаил Владиславович (1975—2000), выпускник ЛнСВУ 1992 года — гвардии капитан, (Герой Российской Федерации, посмертно — указ от 24.06.2000);
  - Дудкин Виктор Евгеньевич (1976—2004), выпускник СПбСВУ 1993 года — майор, (Герой Российской Федерации, посмертно — указ от 02.08.2004);
  - Захаров Владимир Валерьевич, выпускник СПбСВУ 1993 года — капитан, (Герой Российской Федерации — указ от 19.04.2000);
  - Кожемякин Дмитрий Сергеевич (1977—2000), выпускник СПбСВУ 1994 года — гвардии лейтенант, (Герой Российской Федерации, посмертно — указ от 12.03.2000).
- Генералы и адмиралы[7]:
  - Максимов, Владимир Иванович, генерал-лейтенант, выпускник ЛнСВУ 1957 года;
  - Скобелев, Евгений Константинович, генерал-майор, выпускник ЛнСВУ 1960 года;
  - Сокульский Николай Иванович, генерал-лейтенант (ВС Украины), выпускник ЛнСВУ 1961 года;
  - Абрамов, Олег Иванович, генерал-майор, выпускник ЛнСВУ 1963 года;
  - Волковыский, Игорь Вильгельмович, генерал-майор, выпускник ЛнСВУ 1963 года;
  - Хохлов, Леонид Михайлович, генерал-лейтенант, выпускник ЛнСВУ 1963 года;
  - Высоков, Владимир Александрович, генерал-майор, выпускник ЛнСВУ 1964 года;
  - Золотарёв Владимир Антонович, генерал-майор, выпускник ЛнСВУ 1964 года;
  - Верич, Геннадий Спиридонович, контр-адмирал, выпускник ЛнСВУ 1965 года;
  - Глазков, Николай Сергеевич, генерал-майор, выпускник ЛнСВУ 1966 года;
  - Смирнов, Олег Евгеньевич, генерал-лейтенант, выпускник ЛнСВУ 1966 года;
  - Мирошниченко, Геннадий Николаевич, генерал-майор, выпускник ЛнСВУ 1968 года;
  - Уфимцев, Валерий Сергеевич, генерал-майор, выпускник ЛнСВУ 1968 года;
  - Кириеня Анатолий С., генерал-лейтенант, выпускник ЛнСВУ 1969 года;
  - Силинский, Владимир Григорьевич, генерал-лейтенант, выпускник ЛнСВУ 1970 года;
  - Меркулов Е.А., генерал-майор, выпускник ЛнСВУ 1971 года;
  - Ильин, Александр Владимирович, генерал-лейтенант, выпускник ЛнСВУ 1973 года;
  - Искренко, Александр Сергеевич, генерал-майор, выпускник ЛнСВУ 1973 года;
  - Коротков, Сергей Васильевич, генерал-майор, выпускник ЛнСВУ 1973 года;
  - Плат, Павел Васильевич, генерал-полковник, выпускник ЛнСВУ 1973 года;
  - Тятькин, Илья Алексеевич, генерал-майор, выпускник ЛнСВУ 1974 года;
  - Ефимов, Николай Юрьевич, генерал-майор, выпускник ЛнСВУ 1975 года;
  - Комиссаров Игорь Федорович, генерал-майор юстиции (СКР), выпускник ЛнСВУ 1976 года;
  - Светельский, Владимир Николаевич, генерал-лейтенант внутренней службы (МЧС), выпускник ЛнСВУ 1977 года;
  - Трушев, Виталий Владимирович, генерал-лейтенант (ФСБ), выпускник ЛнСВУ 1978 года;
  - Драница Александр Николаевич, генерал-майор юстиции (Военная прокуратура, Республика Беларусь), выпускник ЛнСВУ 1980 года;
  - Диденко, Сергей Леонидович, генерал-лейтенант (МЧС), выпускник ЛнСВУ 1981 года;
  - Новожилов, Валерий Юрьевич, генерал-лейтенант (ВВ МВД), выпускник ЛнСВУ 1981 года;
  - Бутрим Игорь Иосифович, генерал-майор юстиции (Военная прокуратура), выпускник ЛнСВУ 1983 года;
  - Голоднюк Александр Николаевич, генерал-майор (ВС Украины), выпускник ЛнСВУ 1983 года;
  - Широков Герман Германович, генерал-майор полиции (ФСКН), выпускник ЛнСВУ 1983 года;
  - Миронов Алексей Геннадьевич, генерал-полковник (ФСО), выпускник ЛнСВУ 1986 года;
  - Солодчук, Валерий Николаевич, генерал-майор, выпускник ЛнСВУ 1988 года;
  - Найда Алексей Васильевич, генерал-майор юстиции (Военная прокуратура), выпускник ЛнСВУ 1991 года.
- См. также: Выпускники СПбСВУ